# Elitră

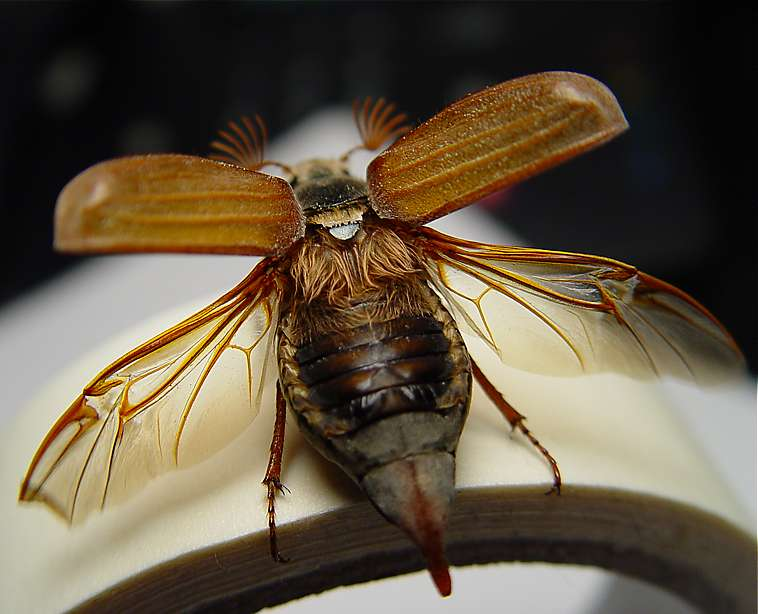
Elitrele acestui cărăbuș de mai sunt cu adevărat diferențiate de către aripile posterioare transparente.

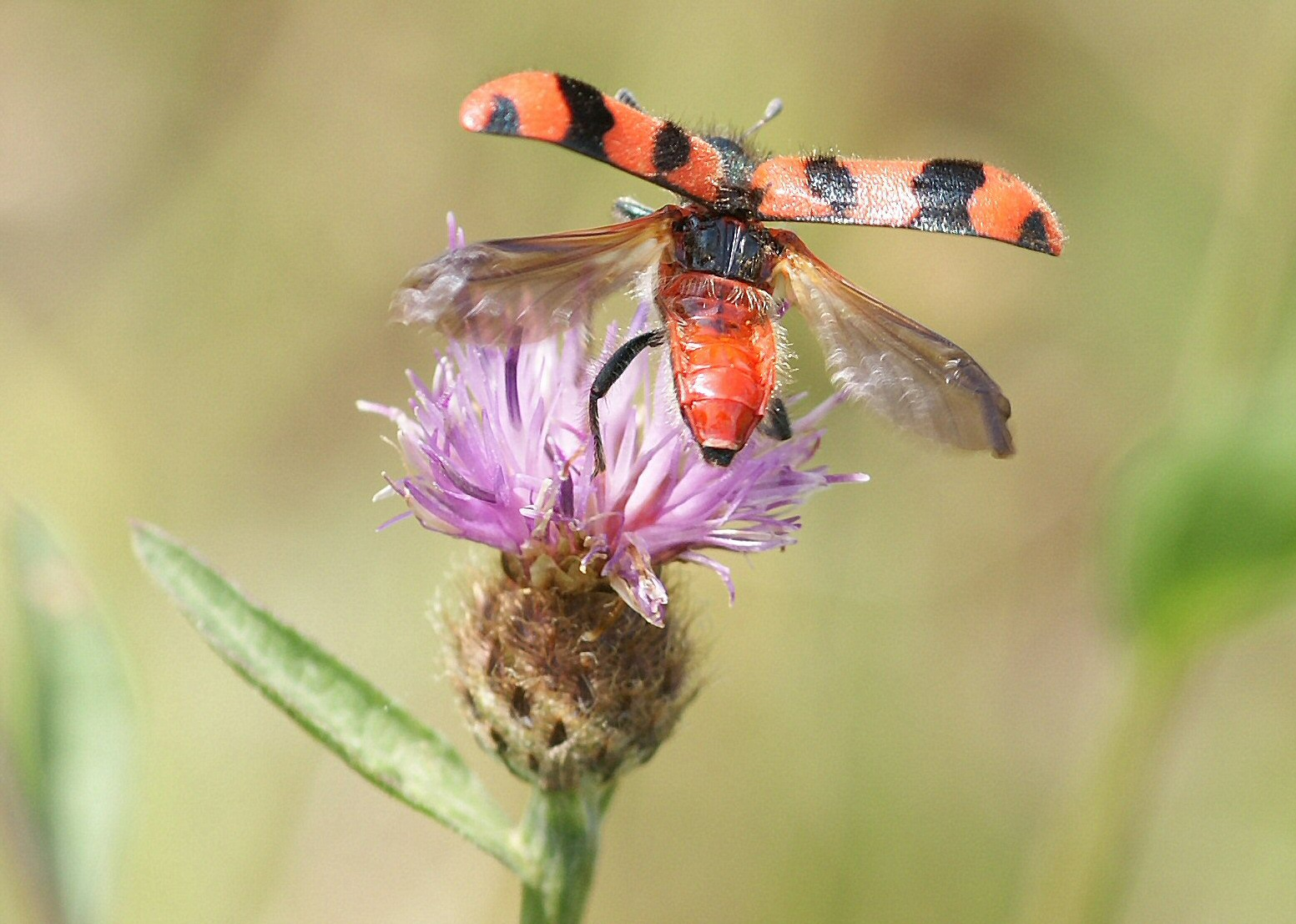
Trichodes alvearius (familia Cleridae)

O elitră (din greacă ἔλυτρον „teacă”; plural: elitre) este o aripă superioară modificată și întărită ce apare la unele specii de insecte, în special la gândaci  (Coleoptera) și la heteroptere;

## Descriere
În primul rând, elitrele servesc ca aripi de protecție pentru aripile posterioare de dedesubt, folosite pentru zburat. Acestea de asemenea mențin echilibrul în timpul zborului. Pentru a zbura, un gândac își deschide tipic elitrele și apoi își extinde aripile posterioare, zburând în timp ce elitrele rămân deschise. Există și câteva excepții: unele specii din familiile Scarabaeidae și Buprestidae pot zbura cu elitrele închise.